# Gert Golde
Gert Golde (* 20. Juni 1937 in Dresden) ist ein deutscher Filmschaffender. Er war in der Deutschen Demokratischen Republik (DDR) 30 Jahre für die DEFA tätig und 1989/90 ihr letzter Generaldirektor.

## Leben
Golde, Sohn einer Verkäuferin und eines Elektromonteurs, legte 1955 das Abitur ab und begann ein Studium an der Deutschen Hochschule für Filmkunst in Potsdam-Babelsberg, welches er 1959 mit der Fachrichtung Filmproduktion als Diplom-Filmökonom abschloss. Noch im selben Jahr ging er zunächst als Praktikant zur DEFA und wurde als Aufnahmeleiter im Studio für Spielfilme angestellt.
1965 trat Golde in die Sozialistische Einheitspartei Deutschlands (SED) ein. 1966 stieg er zum Hauptökonom, im Januar 1968 zum Direktor für Ökonomie der DEFA auf. 1970/71 absolvierte er einen Sonderlehrgang für leitende Kader beim Zentralkomitee der SED. 1971 wurde er Direktor für Produktion der DEFA und somit verantwortlich für alle Kino- und Fernsehspielfilme des Studios. In dieser Position blieb er bis 1989. Ab 1977 war er zusätzlich erster Stellvertreter des Generaldirektors.
Am 1. September 1989 wurde Golde, als Nachfolger von Hans Dieter Mäde, Generaldirektor der DEFA. Nach der Wende und der friedlichen Revolution in der DDR wurde die DEFA am 1. Juli 1990 privatisiert. Golde wurde gemeinsam mit Bernhard Nowak Geschäftsführer der DEFA Studio Babelsberg GmbH. 1992 wurde er abgelöst, blieb aber bis 1995 Mitarbeiter der Geschäftsführung.
1996/97 war Golde Manager in der Rudolf-Steiner-Film GmbH und unter anderem ausführender Produzent des Films Gespräch mit dem Biest (Regie und Hauptrolle: Armin Mueller-Stahl).
Golde lebt in Potsdam.

## Filme (Auswahl)
Golde war als Aufnahmeleiter und ausführender Produzent an zahlreichen DEFA-Filmen beteiligt.
- 1960 Das Leben beginnt (Regie:  Heiner Carow)
- 1961 Der Fall Gleiwitz (Regie:  Gerhard Klein)
- 1961 Gewissen in Aufruhr (Regie:  Günter Reisch)
- 1963 – 66 Produktionsleiter der Kinospielfilme Christine (Regie: Slátan Dudow)
- 1965 Karla (Regie: Herrmann Zschoche)
- 1965 Solange Leben in mir ist (Regie: Günter Reisch);